# 우라 사에코
우우라 사에카(宇浦冴香,1989년 4월 1일 ~ )는 일본의 여자 가수이다.

## 학력
- 리쓰메이칸 대학
- 리쓰메이칸우지 중학교·고등학교